# Decatur (Alabama)
Decatur es una ciudad del Condado de Morgan, Alabama, Estados Unidos. Según el censo de 2010 tenía una población de 55 683 habitantes.

## Demografía

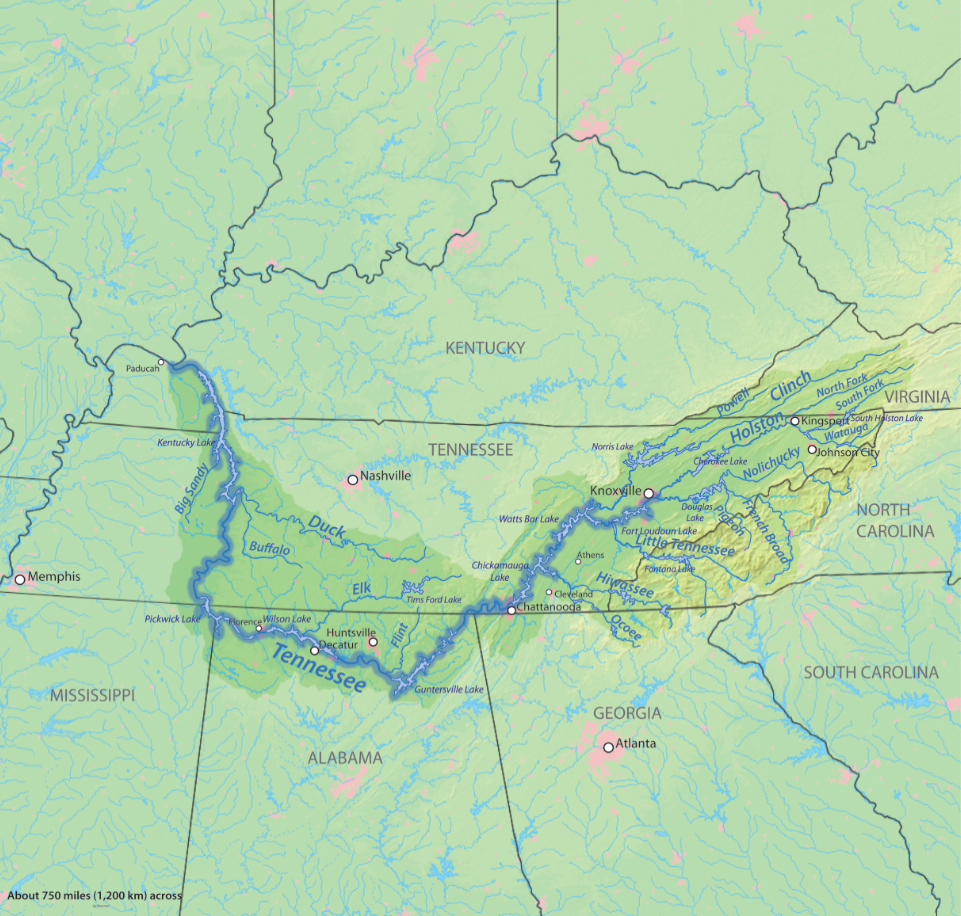
Mapa del río Tennessee en el que aparece —en su curso medio— Decatur

| 88                         | 108 | 123 | 141 | 160 | 182 |
| (Fuente: [cita requerida]) |     |     |     |     |     |